# Tanaostigmodes bifasciatifrons
Tanaostigmodes bifasciatifrons är en stekelart som beskrevs av Girault 1915. Tanaostigmodes bifasciatifrons ingår i släktet Tanaostigmodes och familjen Tanaostigmatidae. Inga underarter finns listade i Catalogue of Life.